# Juan Pablo Torres (estadounidense)
Juan Pablo Torres (Lilburn, Estados Unidos; 26 de julio de 1999) es un futbolista estadounidense de ascendencia colombiana. Juega de centrocampista en el Hartford Athletic de la USL Championship.

## Trayectoria
Torres jugó para la academia del Georgia United en su estado natal. El 26 de julio de 2017 firmó su primer contrato profesional con el Lokeren de la Primera División de Bélgica. Hizo su debut 26 de agosto de 2017 cuando reemplazó a Koen Persoons en el minuto 90 del partido contra el K. A. S. Eupen.
El 26 de enero de 2019, Torres regresó a los Estados Unidos y fichó por el New York City FC de la Major League Soccer.
El 8 de marzo de 2021 fue cedido al Austin Bold FC  de la USL Championship para la temporada 2021.
Después de la temporada 2021 el New York City optó por rechazar su opción de contrato sobre Torres.
El 14 de febrero de 2022, Torres firmó con el RGV FC Toros de la USL Championship.

## Selección nacional
Torres nació en los Estados Unidos de padres colombianos. Fue convocado para varios equipos juveniles de los Estados Unidos. Fue internacional siete veces con el equipo sub-15 y cuatro veces con los equipos sub-16 y sub-18.
El 23 de octubre de 2018 el entrenador Tab Ramos incluyó a Torres en la lista de 20 jugadores elegidos para representar a la selección Sub-20 de Estados Unidos en el Campeonato Sub-20 de CONCACAF 2018 donde el equipo terminó primero y se clasificó para la Copa Sub-20 de la FIFA 2019. Torres se desempeñó bien en el torneo y anotó cuatro goles.

## Clubes
| Club                 | País           | Año           |
| -------------------- | -------------- | ------------- |
| Lokeren              | Bélgica        | 2017-2019     |
| New York City FC     | Estados Unidos | 2019-2021     |
| Austin Bold (Cedido) | Estados Unidos | 2021          |
| Rio Grande Valley FC | Estados Unidos | 2022          |
| Hartford Athletic    | Estados Unidos | 2023-presente |